# Stenus femoratus
Stenus femoratus är en skalbaggsart som beskrevs av Thomas Say. Stenus femoratus ingår i släktet Stenus och familjen kortvingar. Inga underarter finns listade i Catalogue of Life.